# Monte San Giorgio
Le Monte San Giorgio est une montagne boisée de forme pyramidale au sud du canton du Tessin en Suisse. Il culmine à une altitude de 1 096 mètres. Il est entouré de deux bras du lac de Ceresio (lac de Lugano, altitude 271 mètres), proche de la frontière avec l'Italie.

## Histoire
Selon une légende, un ermite, saint Manfred aurait vécu au sommet du Monte San Giorgio. Cette personne, originaire de noble famille, aurait vécu au XIIIe siècle. Des miracles sont attribués à ce saint, dont le corps est conservé dans une église voisine. Des peintures de cette église évoquent ces miracles.

## Site classé

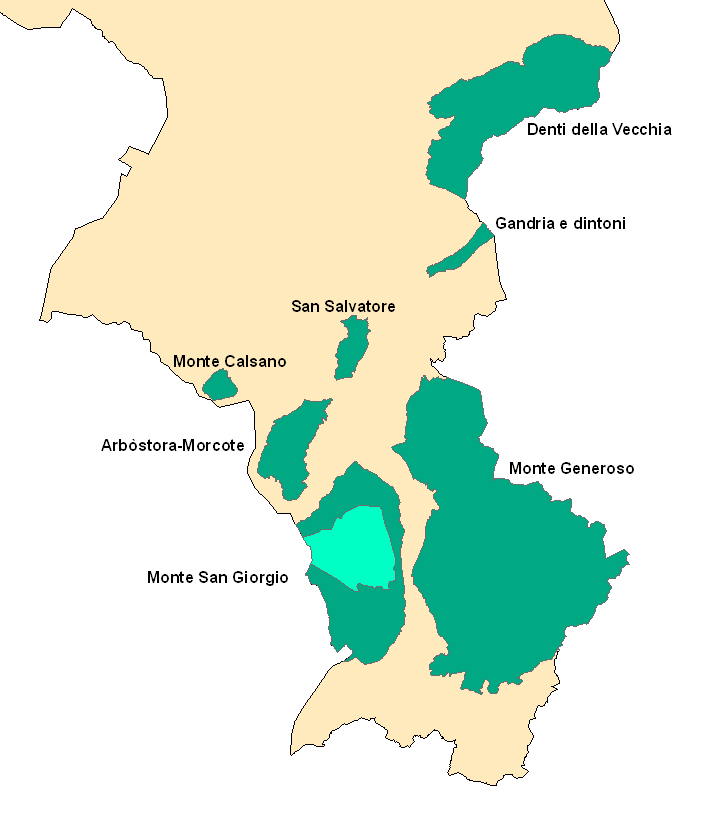
Sud du Tessin, les différents sites classés IFP apparaissent en vert foncé. Les sites classés du Monte San Giorgio apparaissent en vert foncé (IFP) et vert clair (UNESCO).

Autour du Monte San Giorgio, deux sites sont classés, l'un par les autorités suisses de par ses paysages et l'autre, plus petit, par l'UNESCO de par la présence de fossiles datés du Trias.
Pour les autorités tessinoises, le Plan de développement cantonal (PDC) identifie ce territoire comme une Zone de paysage protégé (ZPP). Le site est également classé par l'UNESCO en tant que site naturel au patrimoine mondial. Cette classification, datant de 2003, repose sur les importantes ressources fossiles datant du Trias (230 à 245 millions d'années) présentes sur la face nord.

## Géologie
(octobre 2008).
Si vous disposez d'ouvrages ou d'articles de référence ou si vous connaissez des sites web de qualité traitant du thème abordé ici, merci de compléter l'article en donnant les références utiles à sa vérifiabilité et en les liant à la section « Notes et références ».

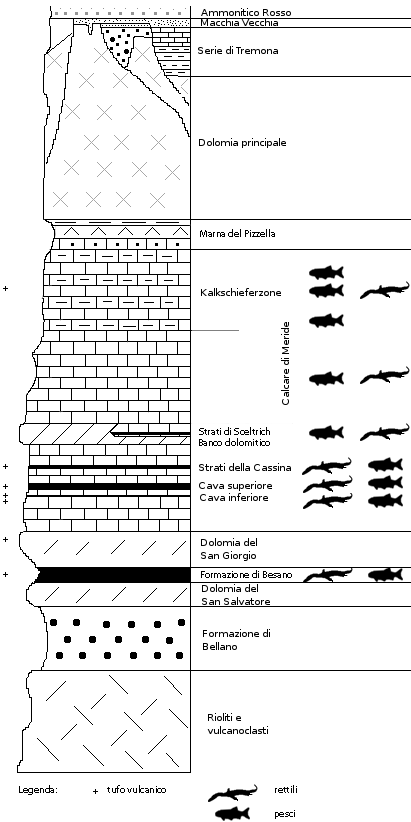
Profil lithostratigraphique du Monte San Giorgio.

La lithostratigraphie du Monte San Giorgio comprend différentes couches rocheuses qui se subdivisent en deux groupes distincts, le socle cristallin et la couverture sédimentaire. En se déplaçant vers la cime du Mont, on rencontre des formations rocheuses plus récentes.
Le soubassement cristallin est constitué d'une roche métamorphique, qui remonte à la période précarbonifère. Il est constitué de gneiss d'origine sédimentaire (paragneiss) et magmatique (ortogneiss). Cette unité n'est, de toute façon, pas visible, parce qu'elle affleure uniquement à un niveau assez bas, rencontrant la topographie sous le niveau du lac Ceresio.
La période triasique est marquée par l'apparition de nombreuses fractures à l'intérieur du supercontinent Pangée. Entre le continent africain au sud et le continent aurasiatique au nord s'est formé un bassin dans lequel s'est infiltré un bras de mer nommé Tetide. Le bassin du Tetide a ensuite continué à s'élargir jusqu'à ce qu'il atteigne sa grandeur maximale pendant le Jurassique. Cela explique le passage dans la séquence lithostratigraphique du Monte San Giorgio des roches de magma volcaniques (du soubassement) à celle du recouvrement sédimentaire dans lesquelles l'on peut voir les strates originelles et de nombreux fossiles.

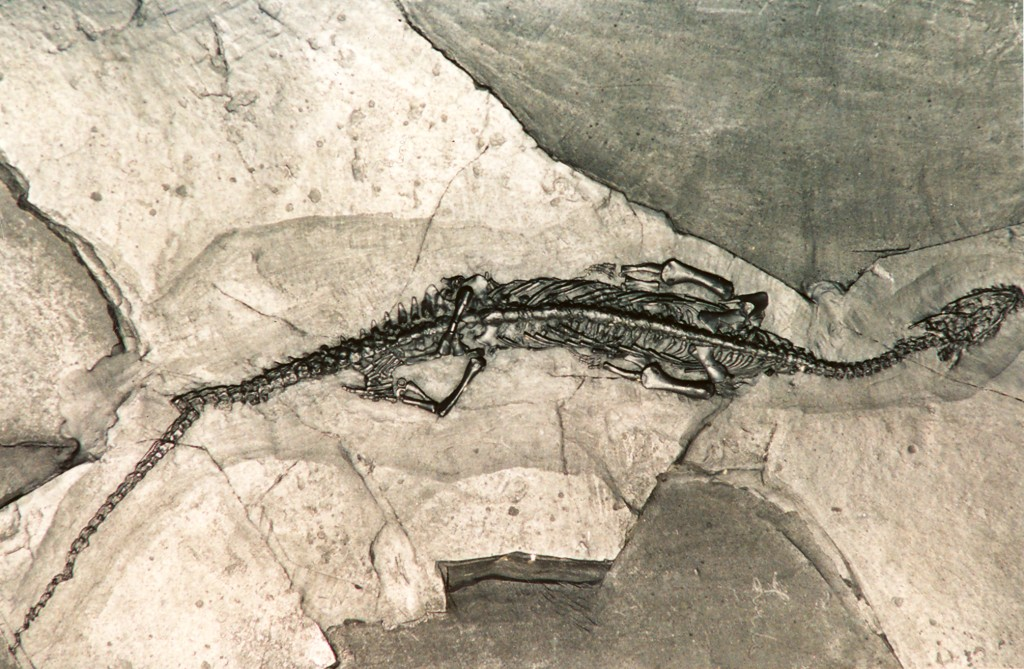
Le Pachypleurosaurus, un fossile, qui a été trouvé au Monte San Giorgio.

La succession de roches fossilifères affleure, en Suisse, sur le Monte San Giorgio mais aussi dans la zone italienne immédiatement adjacente, dans la région de Besano.
À l'époque du Trias moyen, sous un climat subtropical, un lagon d'une centaine de mètres de profondeur s'est développé à l'abri et partiellement séparé de la haute mer par un récif.
La montagne a conservé dans ses strates des milliers de fossiles minéralisés qui ont été découverts au XIXe siècle déjà. Les recherches des universités de Zurich et de Milan ont montré qu'il s'agissait d'un site d'une richesse tout à fait exceptionnelle.
Jusqu'à présent, on y a trouvé plus de 20 000 exemplaires parmi lesquels 30 espèces de reptiles (marins pour la plupart, certains atteignant une longueur de six mètres), 80 espèces de poissons et environ 100 espèces d'invertébrés (dont des insectes très rares) ainsi que de nombreux micro fossiles. Ce sont aussi bien des fossiles qui témoignent de la vie d’origine marine que terrestre car le lagon était proche de la terre.
Certains sont uniques et on leur a attribué des noms qui rappellent des lieux locaux comme Serpiano, Meride ou Ceresio : Daonella serpianensis, Serpianosaurus mirigiolensis, Tanystropheus meridensis, Ceresiosaurus, etc.
On peut admirer quelques-uns des plus intéressants spécimens dans les musées suivants :
- Musée des fossiles du Monte San Giorgio à Meride[5] ;
- Museo Civico dei Fossili, Besano ;
- Civico Museo Insubrico di Storia Naturale, Induno Olona ;
- Museo Butti, Viggiù ;
- Museo Cantonale di Storia Naturale, Lugano ;
- Musée paléontologique de Zurich, Zurich ;
- Museo Civico di Storia Naturale, Milan ;
- Dipartimento di Scienze della Terra dell'Università degli Studi, Milan.

## Accès
1. On accède à la montagne par Mendrisio en suivant la route qui mène à Serpiano (commune de Meride)
2. Un autre accès par Riva San Vitale, longe le lac de Ceresio jusqu'à Brusino Arsizio, d'où un téléphérique monte à Serpiano (650 m)
3. Un sentier part de Meride, il faut 2 heures pour rejoindre le sommet à pied

### Bigliographie
- H. Furrer, A. Vandelli, Guide au Musée des fossiles du Monte San Giorgio, Fondazione del Monte San Giorgio, Meride, 2014  (ISBN 978-88-940067-1-1)
- (it) Commissione Nazionale Italiana per l'UNESCO, Monte San Giorgio, Sagep Editore, Gênes, 2015
- (it) Dipartimento dell'Ambiente, Introduzione al paesaggio naturale del Cantone Ticino. 1. Le componenti naturali, Dadò editore, Locarno, 1990  (ISBN 88-85115-14-4)
- (it) M. Felber, Il Monte San Giorgio. Dai fossili alla lavorazione artistica della pietra, Edizioni Casagrande, Bellinzona, 2006  (ISBN 88-7713-427-5)
- (it) M. Felber, G. Gentilini, H. Furrer, A. Tintori, Geo-guida del Monte San Giorgio (Ticino/Svizzera - Provincia di Varese/Italia). Carta escursionistica scientifico-didattica 1:14000, allegato 5 (1), 2000
- (it) H., Furrer, A. Vandelli, Guida al Museo dei fossili del Monte San Giorgio, Fondazione del Monte San Giorgio, Meride, 2014  (ISBN 978-88-940067-1-1)
- (de) AA.VV., Paläontologie in Zürich. Fossilien und ihre Erforschung in Geschichte und Gegenwart, Zoologisches Museum der Universität Zürich, Zürich, 1999
- (de) E. Kuhn-Schnyder, Die Fossilien des Monte San Giorgio. Führer zum Paläontologischen Museum Meride (Kt. Tessin), Kurhotel, Zurich, 1979
- (de) [PDF] H. Furrer, Der Monte San Giorgio im Südtessin – vom Berg der Saurier zur Fossil-Lagerstätte internationaler Bedeutung, Naturforschenden Gesellschaft in Zürich, 2003  (ISSN 0379-1327)
- (de) H. Furrer, A. Vandelli, Führer zum Fossilienmuseum des Monte San Giorgio, Fondazione del Monte San Giorgio, Meride, 2014  (ISBN 978-88-940067-1-1)
- (en) H. Furrer, A. Vandelli, Guide to the Museum of fossils from Monte San Giorgio, Fondazione del Monte San Giorgio, Meride, 2014  (ISBN 978-88-940067-1-1)
- (en) Swiss Agency for the Environment, Forest and Landscape, Nomination of Monte San Giorgio for Inclusion on the World heritage List, Berne, 2002
- (en) Swiss Agency for the Environment, Extension of Monte San Giorgio (Switzerland) to include the portion of Monte San Giorgio (Italy), Berne, 2010
- (zh) Museo dei Fossili del Monte San Giorgio, Prospetto del Museo, Meride, 2015

### Vidéographie
- Commission suisse pour l'UNESCO, Monte San Giorgio - Une histoire de 240 millions d’années, 4:29 minutes, 2015
- Commission suisse pour l'UNESCO, Monte San Giorgio - De grandes découvertes dans de petits fossiles, 3:56 minutes, 2015
- Commission suisse pour l'UNESCO, Monte San Giorgio - Je suis MCSN 5758, un neusticosaure, 4:13 minutes, 2015
- Télévision suisse, Home Swiss Home: Monte San Giorgio, Le court du jour, 3:16 minutes, 25 février 2016
- Télévision suisse, Le Monte San Giorgio, Un voyage dans le temps en humour et en images à travers les quatre régions linguistiques de la Suisse, Helveticus 2, 4:04 minutes, 21 mars 2016
- (it) T. Gamboni, Televisione Svizzera italiana, La Laguna di Pietra – Storie del Monte San Giorgio, 53 minutes, 2003
- (it) Televisione Svizzera Italiana, Un viaggio nella preistoria... sul Monte San Giorgio, Il giardino di Albert, 28 mars 2010
- (it) Televisione Svizzera italiana, Insetti di pietra, Il giardino di Albert, 22 avril 2012
- (it) Televisione Svizzera italiana, Inaugurazione del sentiero geo-paleontologico del Monte San Giorgio, Il Quotidiano, 21 septembre 2013
- (it) Televisione Svizzera italiana, Alla scoperta dei fossili, Porte aperte al pubblico, sabato, nell'area degli scavi paleontologici sul Monte San Giorgio, Il Quotidiano, 9 août 2014
- (it) Televisione Svizzera italiana, Fossili in quattro lingue, 2:18 minutes, 26 août 2014
- (it) Televisione Svizzera italiana, Novità tra i fossili. Presentato il programma della fondazione e museo dei fossili del Monte San Giorgio, 29 avril 2015
- (it) Clara Caverzasio, Fabio De Luca, Televisione Svizzera Italiana, Le cave di Arzo, Il giardino di Albert, 9:09 minutes, 25 janvier 2016
- (it) Heinz Furrer, Museo dei fossili del Monte San Giorgio, L’origine dei fossili del Monte San Giorgio, 14 décembre 2016
- (it) Carlo Romano, Museo dei fossili del Monte San Giorgio, Evoluzione dei pesci durante il Triassico, 14 décembre 2016
- (de) H. Issler, Das UNESCO-Weltnaturerbe Monte San Giorgio, Schweizer Fernsehen, 8 minutes, 2003
- (de) Werner Zeindler, Schätze der Welt - Erbe der Menschheit, Monte San Giorgio - Der Berg der Saurier, Schweiz / Italien, 3sat, 14:46 minutes, 30 octobre 2005
- (de) Werner Zeindler, Schätze der Welt - Erbe der Menschheit, Burgen und Berge im Tessin, Bellinzona und Monte San Giorgio, 3sat, Suisse, 4 février 2014
- (de) Schweizer Fernsehern, Einstein, « Einstein » sucht Fossilien, 8:49 minutes, 6 novembre 2008